# 프레드라그 다닐로비치
프레드라그 "사샤" 다닐로비치(세르비아어: Предраг "Саша" Даниловић, Predrag "Saša" Danilović, 1970년 2월 26일 ~ )는 세르비아의 은퇴한 농구 선수이다. 현역 시절 포지션은 슈팅 가드, 스몰 포워드로 1990년대 유럽 최고의 슈터로 평가받고 있다.
2016년부터 세르비아 농구 협회의 회장을 맡고 있다.